# Їжак даурський
Їжак даурський — вид їжаків з роду «даурських їжаків» (Mesechinus). Цей рід включає два близькі види, яких у класифікаціях XX ст. відносили до роду типових їжаків, Erinaceus (як підрід Mesechinus); інколи їх розглядали у складі роду вухатих їжаків (Hemiechinus).
Близьким до даурського їжака видом є їжак шанхайський.
Розміри тіла і морфологія загалом типові для родини їжакових. Довжина тіла до 30 см. Тварини цього виду занесені до Червоної книги РФ. Поширені у Росії, Монголії та Китаї.